# David Le Lay
David Le Lay (Saint-Brieuc, 1979. december 30. –) francia profi kerékpáros. 2014-ben visszavonult a versenyzéstől.

## Eredményei
| 2003 4. - Duo Normand 2005 1. - Circuit de la Nive 2., összetettben - Tour de la Somme 7. - Duo Normand 2006 1. - Circuit du Morbihan 1., 2. szakasz - Boucles de la Mayenne 2., összetettben - Tour de Bretagne 1., 1. szakasz 5. - Route Adélie de Vitré 5. - Polynormande 5. - Duo Normand 10. - GP de Dourges-Hénin-Beaumont 2007 1. - Circuit de la Nive 2. - Manche Atlantique 3., összetettben - Tour de Bretagne 3. - GP de Plumelec-Morbihan 5., összetettben - Tour de Normandie 7., Francia országúti bajnokság - Mezőnyverseny 7. - Route Adélie de Vitré 8., összetettben - Tour du Limousin | 2008 1. - Manche Atlantique 1. - Tour du Finistère 1. - Trophée des Grimpeurs 7. - Boucles de l'Aulne 10. - Polynormande 10. - GP de Wallonie 2009 1., összetettben - 3 Jours de Vaucluse 1., összetettben - Circuit Cycliste Sarthe 1., 2. szakasz 2. - Route Adélie de Vitré 2., összetettben - 4 Jours de Dunkerque 3. - Classic Loire Atlantique 3., összetettben - Bayern Rundfahrt 3., Francia országúti bajnokság - Időfutam-bajnokság 6. - Tour du Finistère 6. - Chrono des Nations - Les Herbiers 2010 5. - GP de Plumelec-Morbihan 6. - Duo Normand 2011 7., összetettben - Circuit de Lorraine |

## Grand Tour eredményei
| Grand Tour | 2008 | 2009    | 2010    | 2011 |
| ---------- | ---- | ------- | ------- | ---- |
| Giro       | -    | -       | -       | -    |
| Tour       | 81.  | feladta | feladta | -    |
| Vuelta     | -    | -       | -       |      |